# Stictoptera melanistis
Stictoptera melanistis là một loài bướm đêm trong họ Noctuidae.